# حارة النقيل (صنعاء)

تعديل مصدري - تعديل

النقيل هي إحدى حارات حي سدس الروض بمدينة الروضة شمال العاصمة اليمنية "صنعاء"، بلغ تعداد سكانها 103 نسمة حسب تعداد اليمن لعام 2004.